# American Samurai
 (septembre 2018).
Si vous disposez d'ouvrages ou d'articles de référence ou si vous connaissez des sites web de qualité traitant du thème abordé ici, merci de compléter l'article en donnant les références utiles à sa vérifiabilité et en les liant à la section « Notes et références ».
American Samurai est un film américain réalisé par Sam Firstenberg sorti en 1993.

## Synopsis
Andrew, un enfant est élevé par un père adoptif samouraï, devient vite le favori, au détriment de Kenjiro, le fils "biologique". De rancœur, Kenjiro rejoint les Yakusa. Il jure d'un jour prendre sa revanche. Dix ans plus tard, Andrew travaille comme journaliste, et enquête sur un trafic de drogue. Il est forcé d'entrer dans une compétition de combat à l'épée dont le champion est Kenjiro.

## Fiche technique
- Titre : American samourai
- Titre original : American samurai
- Réalisation : Sam Firstenberg
- Scénario : John Corcoran
- Musique : Robbie Patton
- Montage : Shlomo Schazan
- Production : Karen Arbeeny et Allan Greenblatt
- Pays d'origine : États-Unis
- Langue : anglais
- Genre : Action, Thriller
- Couleur : couleur
- Durée :  86 minutes

## Distribution
- David Bradley : Andrew « Drew » Collins

- Mark Dacascos : Kenjiro Sanga

- Valarie Trapp : Janet Ward

- Rew Ryon : Ed Harrison

- John Fujioka : Tatsuya Sanga

- Melissa Hellman : Samantha

- Antony Szeto : Phan-Xu